# لشکر ۲۵ پیاده (ایالات متحده آمریکا)
لشکر ۲۵ پیاده (انگلیسی: 25th Infantry Division) لشکر پیاده‌نظام نیروی زمینی ایالات متحده آمریکا و تحت امر سپاه اول است، که در سال ۱۹۴۱ تأسیس شد.
لشکر ۲۵ پیاده در جنگ جهانی دوم، جنگ کره، جنگ ویتنام، جنگ با تروریسم، جنگ عراق، جنگ در افغانستان و جنگ داخلی سوریه به‌عنوان یگان عمل‌کننده حضور داشت.

## تاریخچه
این لشکر از آغاز شکل‌گیری در ۱ اکتبر ۱۹۴۱ در هاوایی فعال مستقر می‌باشد و عملیات نظامی را اغلب در منطقه آسیا و اقیانوسیه انجام می‌دهد و متشکل از واحدهای پیاده‌نظام سبک و هوابرد است. سربازان این لشکر به طور منظم با سایر شاخه‌های نظامی ایالات متحده برای تمرین و حفظ قابلیت‌های عملیات مشترک آموزش می‌بینند. آب و هوا و زمین منطقه اقیانوس آرام ایجاب می‌کند که سربازان این یگان بتوانند در محیط‌های طاقت‌فرسا و خشن فعالیت کنند.
لشکر ۲۵ پیاده در ابتدا از واحدهای مستقر در پادگان هاوایی در طول جنگ جهانی دوم، کمی بیش از دو ماه قبل از حمله ژاپن به پرل هاربر که جنگ اقیانوس آرام را آغاز کرد، فعال شد. پس از گذراندن تقریباً یک سال آموزش، این لشکر از دسامبر ۱۹۴۲ در ضدحمله متفقین در طول نبرد گوادالکانال جنگید و به پایان دادن به مقاومت سازمان‌یافته ژاپن در آن جزیره تا اوایل فوریه ۱۹۴۳ کمک کرد. لشکر ۲۵ مدتی را در جزیره مستقر بود و سپس در ماه ژوئیه برای جنگ در نبرد جورجیای جدید اعزام شد. پس از شکست ژاپن در نبرد جورجیای جدید، این لشکر در اواخر همان سال برای استراحت و آموزش به نیوزیلند اعزام شد، سپس برای آموزش بیشتر به کالدونیای جدید رفت. این لشکر در حمله ژانویه ۱۹۴۵ به لوزون به میدان نبرد بازگشت و مقاومت ژاپن در جزیره را تا اواخر ژوئن کاهش داد و پس از آن برای آموزش از خط خارج شد. سپس این لشکر پس از تسلیم ژاپن از سپتامبر ۱۹۴۵ در اشغال ژاپن فعالیت کرد.
هنگامی که جنگ کره در ژوئن ۱۹۵۰ آغاز شد، لشکر ۲۵ به کره جنوبی اعزام شد و در اواسط ۱۹۵۰ در دفاع از مرز پوسان، جنگید و یگان‌هایی از آن در ماه نوامبر تا رودخانه آمنوک پیشروی کردند. پس از آنکه با مداخله کمونیست‌های چین در جنگ عقب رانده شد، این لشکر سرانجام در جنوب اوسان موضع گرفت. لشکر ۲۵ پیاده در اوایل سال ۱۹۵۱ در یک سری ضدحمله‌های سازمان ملل متحد شرکت کرد، سپس از اواسط سال در نزدیکی مدار ۳۸ درجه جنگید. این لشکر از ماه مه ۱۹۵۳ تا آتش‌بس ژوئیه از سئول در برابر حمله کمونیست‌های چین دفاع کرد و در اواخر سال ۱۹۵۴ به هاوایی بازگشت.
پس از انجام سازماندهی‌های مجدد اساسی در فاصله سال‌های ۱۹۵۷ تا ۱۹۶۳ برای سازگاری با تاکتیک‌های در حال تغییر، این لشکر بین اواخر سال ۱۹۶۵ و اوایل سال ۱۹۶۶ برای نبرد در جنگ ویتنام، به ویتنام جنوبی اعزام شد. لشکر ۲۵ تا زمان عقب‌نشینی به هاوایی در سال ۱۹۷۰ در ویتنام فعالیت کرد و در عملیات آتلبورو، عملیات سدار فالز، عملیات جانکشن سیتی، نبرد سایگون در طول حمله به ویتنام شمالی و تهاجم کامبوج شرکت داشت. این لشکر در سال ۱۹۸۵ به عنوان یک لشکر پیاده‌نظام سبک سازماندهی مجدد شد و عناصری از آن در جنگ عراق و جنگ افغانستان شرکت داشته‌اند.